# クエスト (ビデオ)
クエスト（英称：QUEST）は、映像制作、ビデオソフト製作販売企業。通信販売業。出版社。おもに格闘技、武術、武道専門の映像ソフト制作販売業者として知られる。

## 概要
木暮優治により創業。テレビ放送のついてなかった第一次UWFの試合映像を届けるために興され、1984年に世界で初めてオリジナルのプロレス映像ソフトを発売。プロレスと映像流通業に影響を与え、テレビがなければ経営が成り立たないといわれていたプロレス業界にビデオ販売という二次使用による収入源をもたらした。
まだレンタルビデオ店も少ない時代、流通を確保するため渋谷に世界初のプロレス専門店「レッスル」をオープンし、格闘技、プロレス雑誌を中心に通信販売広告を掲載。お笑いタレントの有吉弘行はクエストの広告こそがUWF幻想と当時を振り返り述べている。
ビデオソフト通信販売の第一人者となったこと、後述する書店流通開拓でセルビデオ販売網を確保。これによりポニーキャニオンやビデオ・パック・ニッポン、VAPなど映像大手もプロレスビデオに参入することになる。UWF旗揚げ戦のポスターには「我々はプロレス界に万里の長城を築く」と木暮の寄稿文が寄せられており、これが実現する格好となった。
「達人たちの一芸に秀でた瞬間を保存する、幾多の競技者の映像を記録する」という理念からプロレスだけでなくデスマッチ、武道、秘術、新興格闘技まで様々な格闘ジャンルを扱い、多くはないものの出版社としても関連書籍をリリースしている。
2018年6月5日に、創業者・木暮優治が死去。第一次UWFの貴重な映像資料をDVDとして復刻する木暮優治顕彰シリーズをスタート。
2018年7月31日、プロレス専門店「レッスル」の実店舗展開を終了。
創業者である木暮優治はロシアに詳しく、リングスとロシアの間をつなげたことでも知られ、ロシア映画『ドルチェ 優しく』の配給会社ともなった（木暮も製作としてクレジット）。